# کیم یو جین (تکواندوکار، زاده ۲۰۰۰)
کیم یو جین (کره‌ای: 김유진؛ زادهٔ ۱۷ اکتبر ۲۰۰۰) ورزشکار تکواندو اهل کره جنوبی است. او برندهٔ مدال طلا در بازی‌های المپیک تابستانی ۲۰۲۴ شد.
وی در مسابقات بین‌المللی در مجموع برندهٔ ۴ مدال طلا، ۱ مدال برنز شده است.